# Distretto di Taşlıçay
Il distretto di Taşlıçay (in turco Taşlıçay ilçesi) è uno dei distretti della provincia di Ağrı, in Turchia.